# Halowe Mistrzostwa Europy w Lekkoatletyce 1974 – skok o tyczce mężczyzn
Skok o tyczce mężczyzn – jedna z konkurencji technicznych rozgrywanych podczas halowych lekkoatletycznych mistrzostw Europy w hali Scandinavium w Göteborgu. Rozegrano od razu finał 10 marca 1974. Zwyciężył reprezentant Polski Tadeusz Ślusarski. Tytułu zdobytego na poprzednich mistrzostwach nie obronił Renato Dionisi z Włoch, który tym razem zajął 8. miejsce.

## Rezultaty
Rozegrano od razu finał, w którym wzięło udział 12 skoczków.

Opracowano na podstawie materiału źródłowego.
| Miejsce | Zawodnik           | Wynik |
| ------- | ------------------ | ----- |
| 1       | Tadeusz Ślusarski  | 5,35  |
| 2       | Antti Kalliomäki   | 5,30  |
| 3       | Jānis Lauris       | 5,30  |
| 4       | Wojciech Buciarski | 5,20  |
| 4       | Reinhard Kuretzky  | 5,20  |
| 6       | Volker Ohl         | 5,20  |
| 7       | Jewgienij Tananika | 5,20  |
| 8       | Renato Dionisi     | 5,10  |
| 9       | Jurij Isakow       | 5,00  |
| 10      | Mike Bull          | 5,00  |
| 11      | Kjell Isaksson     | 5,00  |
| 12      | Silvio Fraquelli   | 5,00  |